# Хилперих Аквитански
Хилперих Аквитански (Chilperich, Childeric, Childeric; * 630, † 632) от династията Меровинги, е през 632 г. под-крал на франките в Аквитания с резиденция Тулуза.

## Биография
Той е син на Хариберт II и Гизела Гасконска, дъщеря на Аманд, крал на Гасконите.
След смъртта на Хариберт († 8 април 632) малолетният Хилперих става крал. Той е убит по нареждане на Дагоберт I, полубратът на баща му. Кралството Аквитания е ликвидирано веднага.